# Anna Stöhr
Anna Stöhr (Reith im Alpbachtal, 25 aprile 1988) è un'arrampicatrice austriaca.

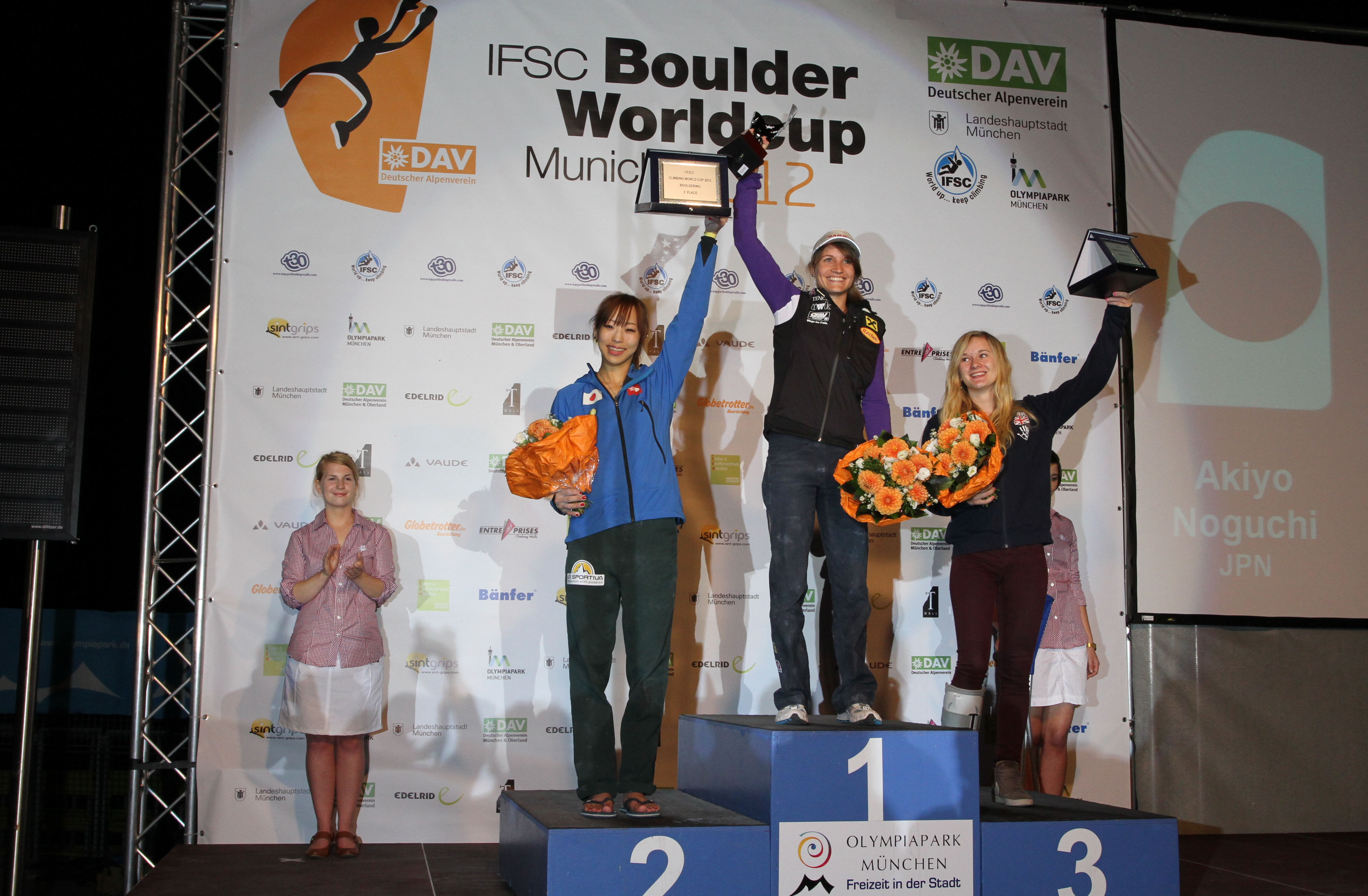
Anna Stöhr solleva la sua terza Coppa del mondo, al termine dell'ultima prova della stagione 2012 a Monaco.

Pratica le competizioni di difficoltà e boulder, l'arrampicata in falesia e il bouldering.

## Biografia
Figlia di arrampicatori ha cominciato ad arrampicare con i genitori fin da piccola. Nel 2002 e 2003 ha partecipato alle competizioni giovanili nella specialità lead. Nel 2004, raggiunti i sedici anni, ha iniziato a prendere parte alla Coppa del mondo di arrampicata. I primi due anni ha praticato anche le gare di difficoltà ma successivamente si è dedicata solo a quelle di boulder.
Nel 2005 ha ottenuto il suo primo podio (secondo posto a Mosca) e il 9 giugno 2006 la sua prima vittoria di tappa a Grindelwald.
Nel 2007 ha vinto la medaglia d'oro al Campionato del mondo di arrampicata 2007 ad Avilés.
Nel 2008 ha vinto la Coppa del mondo di arrampicata 2008 nel boulder davanti alla rivale giapponese Akiyo Noguchi, vincitrice della Coppa nei due anni successivi.
Nel 2011 si è aggiudicata i due titoli principali in palio nel boulder: la medaglia d'oro al Campionato del mondo di arrampicata 2011 ad Arco e la Coppa del mondo di arrampicata 2011 di boulder.
Nella stagione 2012 ha vinto la sua terza Coppa, con una gara di anticipo. Questi successi le hanno valso il premio La Sportiva Competition Award 2012.
Nella stagione 2013 si aggiudica la sua quarta Coppa, vincendo sette delle otto gare e conquistando il titolo con due gare di anticipo.
Vive a Innsbruck dove si allena e studia Sports. Oltre all'arrampicata pratica lo snowboard.

## Palmarès

### Coppa del mondo
|         | 2004 | 2005 | 2006 | 2007 | 2008 | 2009 | 2010 | 2011 | 2012 | 2013 | 2014 |
| ------- | ---- | ---- | ---- | ---- | ---- | ---- | ---- | ---- | ---- | ---- | ---- |
| Lead    | 18   | 46   |      |      |      |      |      |      |      |      |      |
| Boulder | 22   | 5    | 3    | 20   | 1    | 2    | 2    | 1    | 1    | 1    | 3    |

### Campionato del mondo
|         | 2005 | 2007 | 2009 | 2011 | 2012 |
| ------- | ---- | ---- | ---- | ---- | ---- |
| Lead    |      |      |      | 29   |      |
| Boulder | 5    | 1    | 3    | 1    | 3    |

## Statistiche

### Podi in Coppa del mondo boulder
| Stagione | 1º | 2º | 3º | Podi totali |
| -------- | -- | -- | -- | ----------- |
| 2005     |    | 1  | 1  | 2           |
| 2006     | 1  | 1  | 1  | 3           |
| 2007     |    | 1  |    | 1           |
| 2008     | 4  |    | 1  | 5           |
| 2009     | 1  |    | 2  | 3           |
| 2010     | 2  | 2  |    | 4           |
| 2011     | 3  | 3  | 1  | 7           |
| 2012     | 2  | 2  | 1  | 5           |
| 2013     | 7  | 1  |    | 8           |
| 2014     | 1  | 2  | 2  | 5           |
| Totale   | 21 | 13 | 9  | 43          |

## Boulder
- 8B/V13:
  - The Riverbed - Magic Wood (SUI) - 22 settembre 2010 - Seconda salita al mondo femminile di un 8b[8]
- 8A+/V12:
  - Pura vida - Magic Wood (SUI) - 2 settembre 2010
  - Nutsa - Rocklands (ZA) - 2009[9]
- 8A/V11:
  - Pendragon - Rocklands (ZA) - 2009
  - Out of balance - Rocklands (ZA) - 2009
  - The hatchling - Rocklands (ZA) - 2009
  - Shining - Silvretta (AUT) - 2008
  - Schattenkrieger - Silvretta (AUT) - 2008
  - Mother firestarter - Zillertal (AUT) - 2008
  - Niviuk - Silvretta (AUT) - 2008
  - Astronautenfieber - Averstal (SUI) - 2008
  - Teamwork - Chironico (SUI) - 2008
  - Dr.pinch - Chironico (SUI) - 2008
  - Flower power - Hueco Tanks (USA) - 2008

## Riconoscimenti
- La Sportiva Competition Award nel 2012[6]

## Galleria d'immagini

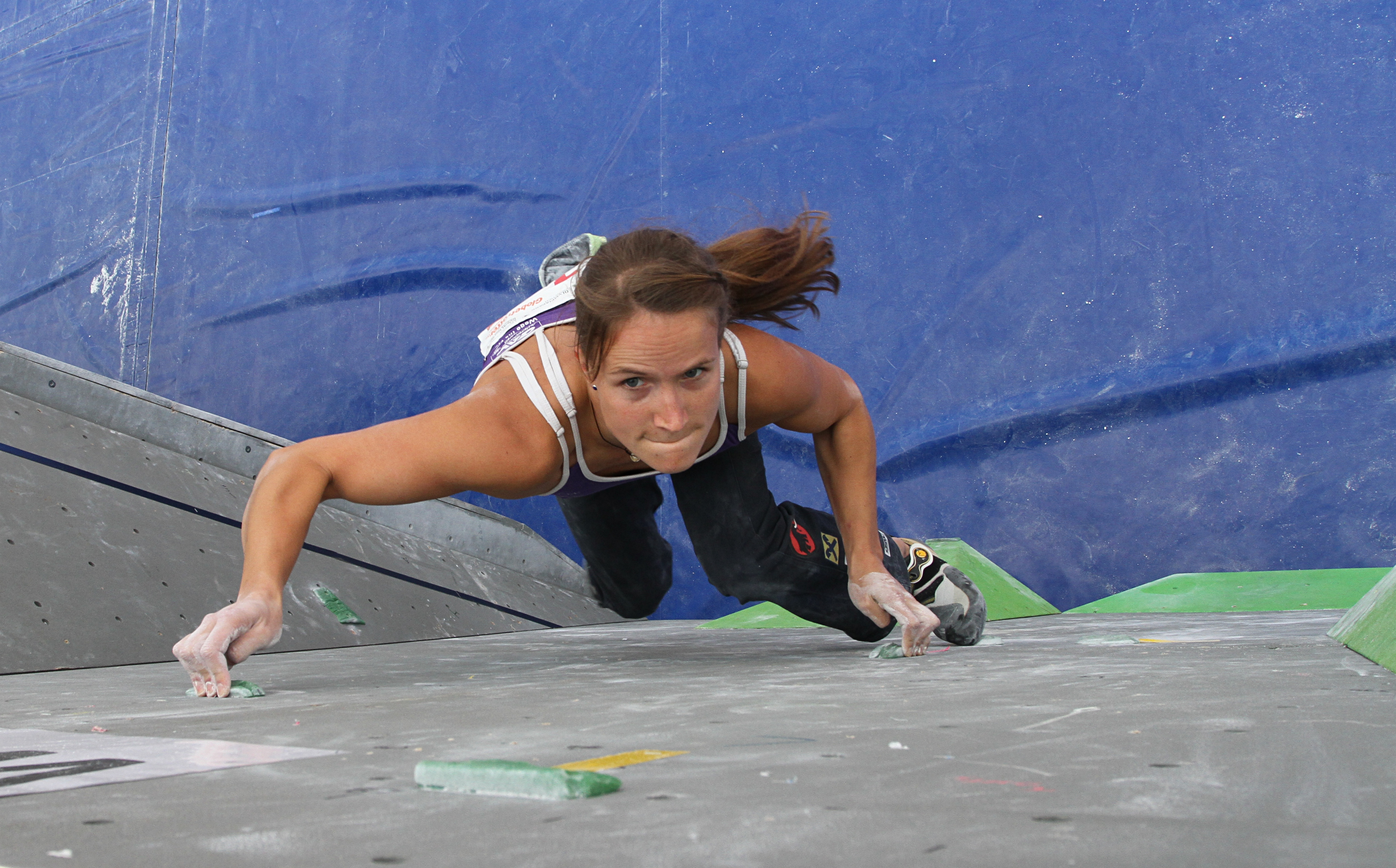
Anna Stöhr a Monaco nell'ultima prova di boulder della Coppa del mondo di arrampicata 2012
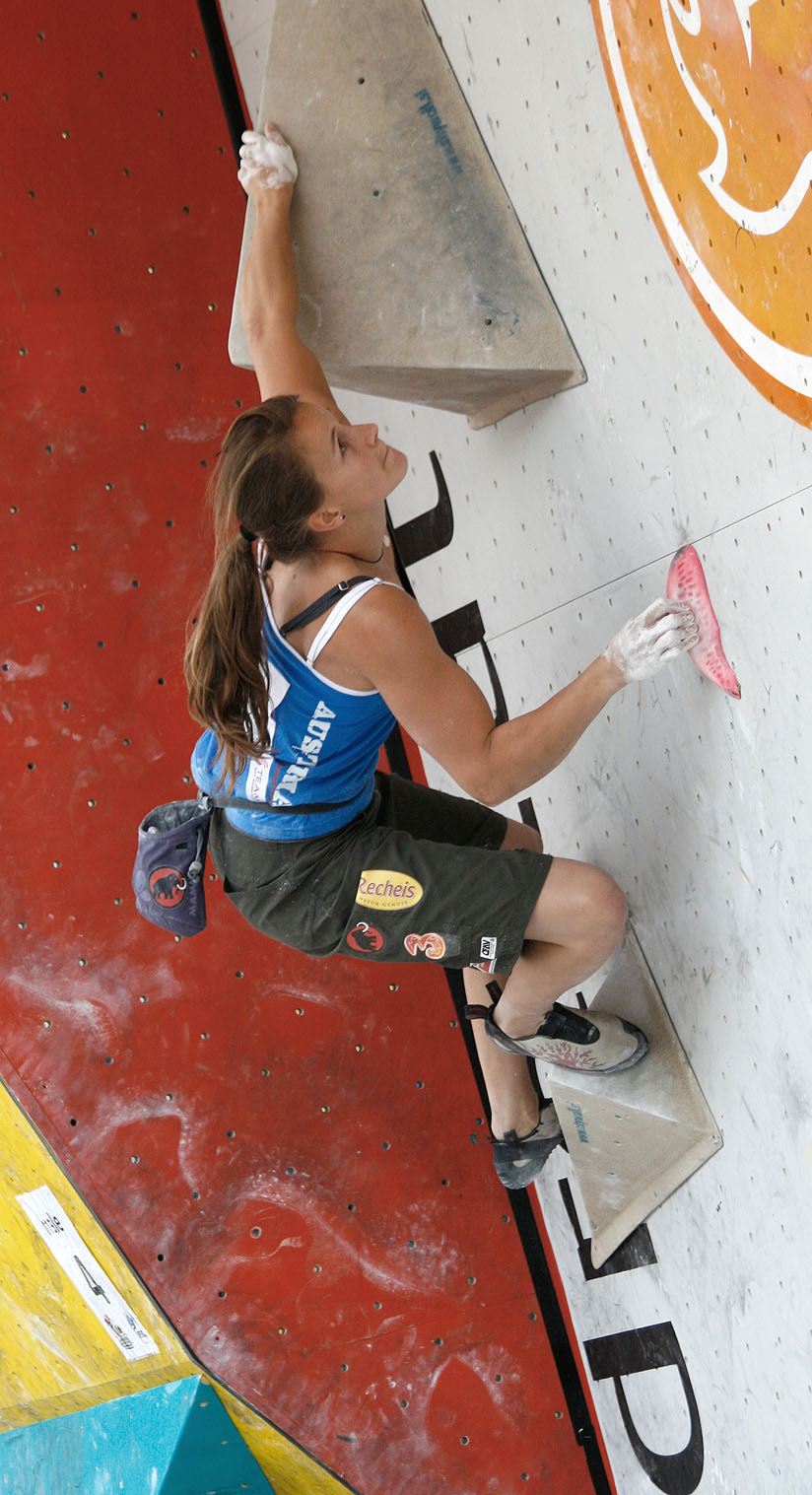
Anna Stöhr a Vienna nella seconda prova di boulder della Coppa del mondo di arrampicata 2010